# 大日本帝国陸軍の軍の一覧
大日本帝国陸軍の軍の一覧（だいにっぽんていこくりくぐんのぐんのいちらん）は、大日本帝国陸軍の軍を一覧形式でまとめたものである。

## 概要
大日本帝国陸軍は師団という単位を重視し陸軍中将を以て補し更に特に親補職としていた。日中戦争開戦以前の平時の内地に於ける部隊組織は、総司令官である天皇に直隷した師団のみであり、軍という単位は組織されていなかった。海外領土においては朝鮮軍・台湾軍・関東軍・支那駐屯軍の4軍があったが、このうち隷下に常設師団を持つのは朝鮮軍のみであり、他は師団とくらべ規模兵力が特に大きかったともいえない。しかし、有事の際には作戦の都度、その作戦に応じた規模の軍が編成され、作戦が終了すると廃止された。
日中戦争後軍は大増設され、ほとんど全ての師団がこれに隷属することとなった。太平洋戦争開戦時の軍は22個、類似規模の飛行集団・航空兵団は4個であったが、終戦時には軍が48個、類似規模の兵団が4個まで増設された。戦争の激化と共に、軍のさらに上の組織としていくつかの軍を統括する組織である方面軍や、さらに方面軍より上の、最大の陸軍部隊の単位として総軍が編成された。
軍の司令官には陸軍大将あるいは陸軍中将が就任した。また司令官の下に参謀長及び参謀副長を置き、参謀長は陸軍少将が、参謀副長は陸軍少将か陸軍大佐が就任した。

## 常設の軍
- 韓国駐箚軍（1910～1918）/朝鮮軍（1918～1945）
- 台湾軍（1919～1945）
- 関東軍（1919～1942）※1942年以降は総軍
- 清国駐屯軍（1901～1902）/支那駐屯軍（1902～1937）：1937年に第1軍（第3次）に改編

## 満州事変までの戦時編成軍

### 日清戦争（1894-1895）
- 第1軍（第1次）
- 第2軍（第1次）
- 威海衛占領軍：戦後処理（威海衛の保障占領）で編制

### 日露戦争（1904-1905）
- 第1軍（第2次）
- 第2軍（第2次）
- 第3軍（第1次）
- 第4軍（第1次）
- 鴨緑江軍
- 遼東守備軍

### 第一次世界大戦

#### 日独戦争（1914-1918）
- 青島要塞攻囲軍/守備軍

#### シベリア出兵（1918-1922）
- 浦塩派遣軍
- サガレン州派遣軍

## 満州事変以後の軍（1931～1945）
| 軍                  | 編成       | 廃止       | 備考                                      |
| ------------------- | ---------- | ---------- | ----------------------------------------- |
| 東部軍              | 1935年8月  | 1945年2月  |                                           |
| 中部軍              | 1935年8月  | 1945年2月  |                                           |
| 西部軍              | 1935年8月  | 1945年2月  |                                           |
| 北部軍/北方軍       | 1940年8月  | 1944年3月  | 1943年2月に北方軍に改編                   |
| 東京防衛軍          | 1945年6月  | 終戦       |                                           |
| 関東防衛軍          | 1941年7月  | 1945年5月  | 第44軍に改編                              |
| 機甲軍              | 1942年7月  | 1943年10月 |                                           |
| 上海派遣軍（第1次） | 1932年2月  | 1932年6月  | 第1次上海事変                             |
| 上海派遣軍（第2次） | 1937年8月  | 1938年2月  | 第2次上海事変                             |
| 駐蒙軍              | 1938年7月  | 終戦       | 駐蒙兵団から改編                          |
| 印度支那派遣軍      | 1940年9月  | 1941年7月  | 北部仏印進駐を担当 独立混成第21旅団に改編 |
| ボルネオ守備軍      | 1942年4月  | 1944年9月  | 第37軍に改編                              |
| 印度支那駐屯軍      | 1942年11月 | 1944年12月 | 第38軍に改編                              |
| 泰国駐屯軍          | 1943年1月  | 1944年12月 | 第39軍に改編                              |
| 武漢防衛軍          | 1944年5月  | 1944年7月  | 第34軍に改編                              |
| 軍                  | 編成       | 廃止       | 備考                                      |
| 第1軍（第3次）      | 1937年8月  | 終戦       | 支那駐屯軍から改編                        |
| 第2軍（第3次）      | 1937年8月  | 1938年12月 |                                           |
| 第2軍（第4次）      | 1942年7月  | 終戦       |                                           |
| 第3軍（第2次）      | 1938年1月  | 終戦       |                                           |
| 第4軍（第2次）      | 1938年7月  | 終戦       |                                           |
| 第5軍（第1次）      | 1937年12月 | 1938年12月 |                                           |
| 第5軍（第2次）      | 1939年12月 | 1938年12月 |                                           |
| 第6軍               | 1939年8月  | 1938年12月 |                                           |
| 第10軍              | 1937年10月 | 1938年2月  |                                           |
| 第11軍              | 1938年7月  | 終戦       |                                           |
| 第12軍              | 1938年11月 | 終戦       |                                           |
| 第13軍              | 1939年9月  | 終戦       |                                           |
| 第14軍              | 1941年11月 | 1944年7月  | 第14方面軍に改編                          |
| 第15軍              | 1941年11月 | 終戦       |                                           |
| 第16軍              | 1941年11月 | 終戦       |                                           |
| 第17軍              | 1942年5月  | 終戦       |                                           |
| 第18軍              | 1942年11月 | 終戦       |                                           |
| 第19軍              | 1942年12月 | 1945年2月  |                                           |
| 第20軍              | 1942年9月  | 終戦       |                                           |
| 第21軍              | 1938年9月  | 1940年2月  |                                           |
| 第22軍              | 1940年2月  | 1940年11月 |                                           |
| 第23軍              | 1941年6月  | 終戦       | 南支那方面軍から改編                      |
| 第25軍              | 1941年7月  | 終戦       |                                           |
| 第27軍              | 1944年3月  | 1945年2月  |                                           |
| 第28軍              | 1944年1月  | 終戦       |                                           |
| 第29軍              | 1944年1月  | 終戦       |                                           |
| 第30軍              | 1945年7月  | 終戦       |                                           |
| 第31軍              | 1944年2月  | 終戦       |                                           |
| 第32軍              | 1944年3月  | 終戦       |                                           |
| 第33軍              | 1944年4月  | 終戦       |                                           |
| 第34軍              | 1944年7月  | 終戦       |                                           |
| 第35軍              | 1944年8月  | 終戦       |                                           |
| 第36軍              | 1944年7月  | 終戦       |                                           |
| 第37軍              | 1944年9月  | 終戦       | ボルネオ守備軍から改編                    |
| 第38軍              | 1944年12月 | 終戦       | 印度支那駐屯軍から改編                    |
| 第39軍              | 1944年12月 | 1945年7月  | 泰国駐屯軍から改編 第18方面軍へ改編       |
| 第40軍              | 1945年1月  | 終戦       |                                           |
| 第41軍              | 1945年3月  | 終戦       | 振武集団より改編                          |
| 第43軍              | 1945年3月  | 終戦       |                                           |
| 第44軍              | 1945年5月  | 終戦       |                                           |
| 第50軍              | 1945年6月  | 終戦       |                                           |
| 第51軍              | 1945年4月  | 終戦       |                                           |
| 第52軍              | 1945年4月  | 終戦       |                                           |
| 第53軍              | 1945年4月  | 終戦       |                                           |
| 第54軍              | 1945年6月  | 終戦       |                                           |
| 第55軍              | 1945年4月  | 終戦       |                                           |
| 第56軍              | 1945年4月  | 終戦       |                                           |
| 第57軍              | 1945年4月  | 終戦       |                                           |
| 第58軍              | 1945年4月  | 終戦       |                                           |
| 第59軍              | 1945年6月  | 終戦       |                                           |
| 軍                  | 編成       | 廃止       | 備考                                      |
| 第1航空軍           | 1942年6月  | 終戦       |                                           |
| 第2航空軍           | 1942年6月  | 終戦       | 航空兵団から改編                          |
| 第3航空軍           | 1942年6月  | 終戦       |                                           |
| 第4航空軍           | 1943年7月  | 1945年2月  |                                           |
| 第5航空軍           | 1944年2月  | 終戦       |                                           |
| 教導航空軍          | 1944年8月  | 1944年12月 | 第6航空軍へ改編                           |
| 第6航空軍           | 1944年12月 | 終戦       | 教導航空軍から改編                        |